# BMC Kirpi
Бронетранспортер Kirpi (Тур. BMC Kirpi) — бронеавтомобиль турецкой армии, построенный турецкой компанией BMC.

## Характеристика
Контракт на разработку был заключен в 2009 году, поставки начались в 2014 году.
Бронированный корпус машины обеспечивает защиту от бронебойных пуль и осколков артиллерийских снарядов. Некоторые автомобили были оснащены решётчатой броней для защиты от снарядов РПГ.
Kirpi оснащен амортизаторами сидений, системой GPS, камерой заднего вида и автоматической системой пожаротушения. Он имеет пять амбразур для ведения огня из стрелкового оружия и четыре пуленепробиваемых окна на каждой стороне отсека.
Также имеется экранированное место для пулемётчика на крыше, которым можно управлять вручную и поворачивать на 360 градусов. Автомобиль может быть вооружён 7,62-мм или 12,7-мм пулеметом, а также доступен с дистанционно управляемыми станциями оружия.

Страны, имеющие на вооружении BMC Kirpi

## Операторы
- Катар — более 2 Kirpi-II, по состоянию на 2022 год[1]
- Ливия — некоторые количество Kirpi-II, по состоянию на 2022 год[1]
- Сомали — 20 Kirpi, по состоянию на 2022 год[1]
- Тунис — более 100 Kirpi, по состоянию на 2022 год[1]
- Туркменистан
  - Сухопутные войска — более 28 Kirpi, по состоянию на 2022 год[1]
  - Государственная пограничная служба — более 4 Kirpi, по состоянию на 2022 год[1]

- Турция
  - Сухопутные войска — около 650 Kirpi и 320 Kirpi-II, по состоянию на 2022 год[1]
  - Турецкая жандармерия — некоторые количество Kirpi и 200 Kirpi II, по состоянию на 2022 год[1]
- Украина — 200 единиц Kirpi поставляются с 2022 года[2][3][4]